# Есюнин, Сергей Леонидович
Серѓей Леони́дович Есю́нин (род. 17 марта 1960, г. Пермь, РСФСР) — российский арахнолог, зоолог, доктор биологических наук (2005), заведующий кафедрой зоологии беспозвоночных и водной экологии ПГНИУ.
Автор (вместе с В. Е. Ефимик) «Каталога пауков Урала», соавтор «Красной книги Среднего Урала» и атласа-определителя беспозвоночных животных города Перми. Автор первой в России докторской диссертации по хорологии пауков.

## Биография
В 1978—1983 годах учился на биологическом факультете Пермского университета, который окончил по специальности «Биология».
В 1983—1984 годах — инженер-исследователь на кафедре биогеоценологии и охраны природы Пермского университета; в 1985—1986 годах — инженер в лаборатории ботаники ЕНИ при ПГУ.
В 1986—1988 годах — ассистент, в 1993 году — старший преподаватель, в 1994—1996 и 2000—2006 годах — доцент кафедры зоологии беспозвоночных ПГУ.
В 1989—1992 — аспирант Института эволюционной морфологии и экологии животных им. А. Н. Северцова АН СССР (Москва); с 1993 года — кандидат биологических наук (диссертация «Пауки (Araneae) в дубравах Русской равнины: геозоологический анализ»; научный руководитель Ю. И. Чернов; официальные оппоненты С. А. Беэр и К. Ю. Еськов).
В 1997—1999 — докторант Института эволюционной морфологии и экологии животных им. А. Н. Северцова; с 2005 году получил учёное звание доцента, того же года — доктор биологических наук (диссертация «Структура фауны и хорология пауков (Aranei) Урала и Приуралья»).
С 2006 года — профессор, с 2013 года — заведующий кафедрой зоологии беспозвоночных и водной экологии Пермского университета.

## Научная работа
В Пермском университете является лидером научного направления «Структура, динамика и рациональное использование сообществ наземных беспозвоночных».
Как учёный-арахнолог, является продолжателем школы В. Н. Беклемишева.
В 1990-х принимал участие в работе научной группы на стационаре «Хадыта», где занимался изучением структуры группировок и фенологии пауков Ямала. В это же время проводил исследования пауков в Висимском заповеднике, заповеднике Басеги, Троицком заказнике, лесном хозяйстве «Предуралье». Главное научное достижение этого периода — систематизация фауны уральских пауков, результировавшаяся созданием (в соавторстве с В. Е. Ефимиком) каталога, в котором сведена вся имевшаяся на тот момент информация по фауне пауков Урала и Приуралья.
Докторская диссертация С. Л. Есюнина «Структура фауны и хорология пауков (Aranei) Урала и Приуралья» (2005), подводила итог многолетним арахнологическим исследованиям на Урале и явилась и первой в России докторской диссертацией по этой группе членистоногих.
С начала 2000-х годов занимается изучением структуры населения и закономерностей формирования биологического разнообразия наземных беспозвоночных{, а также сукцессионных процессов, протекающих в сообществах членистоногих разнотипных лесов. Разрабатывает теорию и методы оценки разнообразия на биоценотическом уровне, а также концепции пространственно-временного континуума сообществ беспозвоночных.

## Членство в научных и общественных организациях
- Член Международного общества арахнологов «International Society of Arachnology».
- Член редколлегии международного журнала «Eurasian Entomological Journal».
- Член Учёного совета Пермского университета.
- Член диссертационного совета Д 212.189.02 при Пермском университете.

## Избранные работы
Автор более 200 научных публикаций, из которых 84 — статьи, 6 — книги, 3 — учебные пособия.

### Книги
- Есюнин С. Л. Паукообразные заповедника «Басеги» (Pseudoscorpiones, Opiliones, Aranei, Parasitiformes: Ixodidae — аннотированный список видов) (серия «Флора и фауна заповедников СССР», Вып. 38). М., 1991. 38 с.
- Есюнин С. Л., Ефимик В. Е. 1996. Каталог пауков (Arachnida, Aranei) Урала. М.: KMK Лтд. 228 с.
- Баландин С. В., Белковская Т. П., Горчаковский П. Л., Камелин Р. В., Князев М. С., Овёснов С. А., Подгаевская Е. Н., Салмина Н. П., Степанова А. В., Шилова С. И., Акимов В. А., Большаков В. Н., Воронов Г. А., Стерлягов А. В., Коровин В. А., Шепель А. И., Зиновьев Е. А., Ищенко В. Г., Юшков Р. А., Горбунов П. Ю., Елин С. Ю., Есюнин С. Л., Ефимик В. Е., Козырев А. В., Козьминых В. О., Коробейников Ю. И., Лыков В. А., Ольшванг В. Н. Красная книга Среднего Урала (Свердловская и Пермская области): Редкие и находящиеся под угрозой исчезновения виды животных и растений. Екатеринбург: изд-во Урал. ун-та. 1996. 277 с.
- Ларин Е. Г., Беляева Н. В., Вурдова И. Ф., Сибгатуллин Р. З., Ухова Н. Л., Ухова О. В., Бердюгин К. И., Гребенников М. Е., Давыдова Ю. А., Замшина Г. А., Зыков С. В., Кшнясев И. А., Лукьянова Л. Е., Ставишенко И. В., Фоминых М. А., Березина О. Г., Семёнов В. Б., Островская Ю. В., Сабитова Р. З., Есюнин С. Л., Конюхова А. В., Кочергина М. С., Федюнин В. А. Летопись природы Висимского государственного природного биосферного заповедника за 2013 год. М.: Издательский дом Академии Естествознания, 2014. 155 с.
- Беляева Н. В., Вурдова И. Ф., Ларин Е. Г., Сибгаттулин Р. З., Ухова Н. Л., Ухова О. В., Замшина Г. А., Лукьянова Л. Е., Есюнин С. Л., Федюнин В. А. Летопись природы Висимского государственного природного биосферного заповедника за 2014 год. Екатеринбург: Изд-во Макс-Инфо, 2016. 124 с.
- Алексевнина М. С., Есюнин С. Л., Крашенинников А. Б., Кутузова Т. М., Лямин М. Я., Паньков Н. Н., Преснова Е. В., Тиунов А. В. 2014. Атлас-определитель беспозвоночных животных города Перми : монография. Пермь, 2014.

### Учебные пособия
1. Алексевнина М. С., Воронин Ю. К., Гореликова Н. М., Есюнин С. Л., Ефимик В. Е., Кутузова Т. М., Лыков В. А., Пахоруков Н. М., Паньков Н. Н., Преснова Е. В., Шадрин Н. Ю., Фарзалиева Г. Ф. Животные Прикамья. Кн. 1. Беспозвоночные: Учебное пособие. Пермь: Книжный мир, 2001.
2. Есюнин С. Л. Современные проблемы биологии: систематика, эволюция, экология. Пермь: Перм. гос. нац. исслед. ун-т., 2011. 148 с.
3. Ефимик Е. Г., Шепель А. И., Переведенцева Л. Г., Есюнин С. Л., Жук В. В., Овёснов С. А., Паньков Н. Н., Крашенинников А. Б., Фарзалиева Г. Ш. Мой Пермский край. Мир живой природы. Екатеринбург: Уральский рабочий, 2016. 168 с.